# Manfred Plobner
Manfred Plobner (* 23. September 1938 in Oelsnitz/Erzgeb.; † 13. Januar 2024) war ein deutscher Politiker (SPD). Er war von 1990 bis 1999 Abgeordneter im Landtag von Sachsen.
Plobner besuchte die Oberschule, an der er das Abitur machte, in Lichtenstein in Sachsen. Anschließend absolvierte er ein Studium mit der Fachrichtung Markscheidewesen an der Bergakademie Freiberg, das er 1963 mit dem Diplom beendete. Danach war er bis 1980 in einem Steinkohlenwerk in Zwickau beschäftigt, wo er u. a. Leiter der Sicherheitsinspektion war. Ab 1980 war Plobner als Leiter der Produktionsvorbereitung und Direktor für Produktion und Technik im VEB Bergbauerkundung (Oelsnitz/Erzgeb.) beschäftigt. Von 1980 bis 1999 war er in diesem Betrieb tätig. Ab 2001 war er Rentner.
Im Jahr 1990 trat er der SPD bei. Im Mai desselben Jahres wurde er Mitglied des Landesvorstandes der sächsischen SPD und zudem Mitglied des Kreistages von Stollberg. Außerdem war er Stellvertreter des Landrats. Er zog 1990 und 1994 über die Landesliste in den Sächsischen Landtag ein.